# Rothesay
Rothesay (szk.-gael. Baile Bhòid) – jedyne miasto i główny ośrodek administracyjny wyspy Bute w Szkocji, w jednostce administracyjnej Argyll and Bute, historyczna stolica hrabstwa Buteshire. Według spisu z 2011 roku zamieszkane przez 4637 osób.
Rothesay jest miastem portowym położonym na wschodnim brzegu wyspy, nad zatoką Firth of Clyde. Posiada połączenie promowe z Wemyss Bay, skąd transport może być kontynuowany koleją do Glasgow.
W centrum miejscowości znajdują się ruiny XIII-wiecznego zamku Rothesay. Był on m.in. często odwiedzany przez króla Roberta III, który nadał swojemu synowi Dawidowi tytuł Księcia Rothesay. Tytuł ten nadal funkcjonuje w Szkocji na określenie następcy tronu.
W latach 1882–1936 w Rothesay funkcjonowała linia tramwajowa Rothesay and Ettrick Bay Light Railway, łącząca miasto z Port Bannatyne.
W latach 1940–1942 w Rothesay znajdował się jeden z polskich „obozów izolacyjnych”, w których Władysław Sikorski, premier rządu polskiego na uchodźstwie więził przeciwników politycznych.